# British Columbia
British Columbia (BC; tiếng Pháp: la Colombie-Britannique, C.-B.; tiếng Việt: Columbia thuộc Anh) là tỉnh bang cực tây của Canada, một trong những vùng có nhiều núi nhất Bắc Mỹ, tiếp giáp biên giới với các tiểu bang Montana, Idaho, Washington của Hoa Kỳ ở phía nam và một đoạn biên giới ngắn với tiểu bang Alaska của Hoa Kỳ ở phía tây bắc.

## Lịch sử
Trước thế kỷ 19 tất cả đất đai của British Columbia (kể cả đảo Vancouver) và một phần của tiểu bang Washington của Hoa Kỳ là đất thuộc Công ty Vịnh Hudson (công ty trao đổi lông thú vật với dân bản xứ). Vào giữa thế kỷ 19 phần đất phía bắc vĩ tuyến 49 rơi vào tay Đế quốc Anh và được chia ra làm hai thuộc địa: British Columbia (nằm trong lục địa) và Vancouver (nằm ngay trên đảo Vancouver). Đến năm 1866 hai thuộc địa này sáp nhập với nhau thành British Columbia và 5 năm sau British Columbia được gia nhập vào Liên bang Canada. Do đó British Columbia vẫn giữ tên để giữ truyền thống Anh vì British Columbia có nghĩa là "Columbia thuộc Anh".
Vì ở cạnh biển, British Columbia được xem là cửa ngõ để đến Thái Bình Dương và Á Châu. Về phía đông của B.C. là tỉnh bang Alberta, về phía bắc là hai lãnh thổ tự trị Yukon và các Lãnh thổ Tây Bắc, về phía tây-bắc là tiểu bang Alaska, về phía nam là các tiểu bang Washington, Idaho và Montana của Hoa Kỳ.
British Columbia tận hưởng một khí hậu tương đối ôn hoà do dòng nước biển Gulf Stream mang nước ấm từ Xích đạo lên, hoa thường thường nở vào đầu tháng 2. Nằm giữa Thái Bình Dương và dãy Rocky là những vùng địa lý hoàn toàn khác nhau của B.C.: từ núi đá nhọn và cao hơn 2.000 m đến các thung lũng ấm áp vừa đủ để trồng nho làm rượu, từ những con sông hùng vĩ uốn mình giữa các ngọn núi dẫn nước của băng đá ra biển đến vô số các vịnh dọc theo bờ biển được tạo ra khi sóng đập vào bờ đá.
British Columbia liên tục thu hút các dân định cư, trong cũng như ngoài nước: Hàng năm khoảng 40.000 người định cư ở đây, và dân số của B.C. hiện nay (2005) vào khoảng 4,22 triệu người. Thành phố Vancouver là hải cảng lớn nhất bên bờ biển Thái Bình Dương của Bắc Mỹ và cũng là nơi tập trung của trên 1,5 triệu người, trở thành thành phố lớn thứ ba của Canada (sau Toronto và Montréal). Vancouver có một cộng đồng người Hoa lớn thứ hai ở Bắc Mỹ (sau San Francisco). Ngoài ra còn có trên 60.000 cư dân gốc Ấn Độ và trên 16.000 gốc Nhật Bản. Nằm ở đầu phía nam của đảo Vancouver, chỉ 85 dặm về hướng tây bắc của Seattle, là thủ phủ Victoria. Hơn 300.000 dân của thủ phủ này hưởng một khí hậu cận Địa Trung Hải với thời tiết ôn hoà quanh năm. Chính phủ và ngành du lịch là hai nền kinh tế chính ở Victoria.

## Tự nhiên
Có 14 khu vực công viên và khu bảo tồn hoang dã trong tỉnh, có 141 dự trữ sinh học, 35 công viên biển cấp tỉnh, 7 khu di sản cấp tỉnh, 6 địa chỉ lịch sử cấp quốc gia, 4 Vườn quốc gia và 3 Khu bảo tồn Vườn quốc gia. 12.5% (114.000 km2 (44.000 dặm vuông Anh)) của British Columbia đang được coi là khu vực cần được bảo vệ nằm trong 14 khu vực công viên.
British Columbia có 7 Vườn quốc gia:
- Vườn quốc gia Glacier
- Khu bảo tồn vườn quốc gia Gulf Islands
- Khu bảo tồn vườn quốc gia Gwaii Haanas và di sản Haida
- Vườn quốc gia Kootenay
- Vườn quốc gia Núi Revelstoke
- Vườn quốc gia Pacific Rim
- Vườn quốc gia Yoho

British Columbia cũng có mạng lưới rộng các công viên hoang dã cấp tỉnh, điều hành bởi B.C. Parks thuộc Bộ Môi trường. Hệ thống công viên hoang dã cấp tỉnh của British Columbia là hệ thống công viên hoang dã lớn thứ hai của Canada (lớn nhât là Hệ thống Vườn quốc gia Canada).
Một cấp công viên khác là công viên cấp vùng, duy trì và điều hành bởi các huyện.